# Plexippus andamanensis
Plexippus andamanensis är en spindelart som först beskrevs av Benoy Krishna Tikader 1977.  Plexippus andamanensis ingår i släktet Plexippus och familjen hoppspindlar. Inga underarter finns listade i Catalogue of Life.